# Boozefighters MC
Der Boozefighters MC (dt. etwa: Kampftrinker MC) ist ein US-amerikanischer Motorcycle Club (Sitz: Fort Worth, Texas). Er zählt neben dem Gypsy MC und dem Outlaws MC zu den ältesten MCs der Welt. Seine Geschichte ist eng mit der Entstehung der Bezeichnung Outlaw Motorcycle Club verbunden.

## Geschichte
Der Boozefighters MC wurde 1946 von den Zweiter-Weltkriegs-Veteranen „Wino“ Willie Forkner, George Menker, „Fat Boy“ Nelson und Dink Burns gegründet. Ort der Gründung war das All American Café in der Nähe von Watts, Los Angeles. Zunächst wurde eine Registrierung bei der American Motorcyclist Association (AMA) versucht, die Organisation weigerte sich jedoch, den Club unter diesem Namen aufzunehmen. Die Boozefighters beschlossen also, selbst freie Rennen, sogenannte „Outlaw Races“, zu veranstalten. Zudem war der Club für seine rauen Umgangsformen und seinen hohen Alkoholkonsum bekannt.
Mitglieder des Clubs sollen an den Ausschreitungen von Hollister 1947 beteiligt gewesen sein, bei dem eine jährlich stattfindende Veranstaltung der AMA von zahlreichen Rockern gestürmt worden sein soll. Die von der Presse stark aufgebauschten Vorfälle wurden zum Gründungsmythos der Rockerbewegung und später im Film Der Wilde verewigt. Willie Forkner war technischer Berater des Films und die Figur, die von Lee Marvin verkörpert wird, beruht auf ihm.

## Heute
Der Boozefighters MC ist heute noch aktiv. Zu seinen bekanntesten Mitgliedern zählen die Schauspieler Robert Patrick und Steve-O, die das Chapter 101 leiten. Derzeit existieren mehr als 100 Chapter in Nordamerika und Europa. Das Mother-Chapter sitzt in Fort Worth, Texas. Das dortige Clubhaus dient außerdem als Museum. Der Boozefighters MC versteht sich heute nicht mehr als Outlaw Club und versucht durch Benefizveranstaltungen, wie jährliche Toy-Runs, auf sich aufmerksam zu machen.